# 喀土穆围城战
喀土穆围城战（Siege of Khartoum）是马赫迪战争中，一场为争夺喀土穆而进行的战役。攻城的一方，是穆罕默德·艾哈迈德·马赫迪的苏丹军队，而守城的一方，则是查理·乔治·戈登的埃及军队。50,000名苏丹士兵在围城十个月后，终于攻陷了只有7,000名埃及士兵守卫的喀土穆。所有守城士兵，包括戈登，都在城市沦陷后遭到杀害，无一幸免。

## 背景

### 任命
1882年英埃战争结束后，英国取得了驻兵埃及的权利。这使得埃及在事实上成为了英国的保护国。不过，苏丹的事务，仍然和以往一样，由赫迪夫处理。因此，苏丹境内爆发的马赫迪起义，英国也没有派兵镇压。1883年11月，马赫迪军队在欧拜伊德战役中，彻底击败了前来镇压的埃及军队。他们在夺取了大量装备后，继续攻占了不少土地（包括达尔富尔和科爾多凡）。
上述事件引起了英国政府和公众对苏丹的注意。首相威廉·格莱斯顿和陆军大臣赫廷顿勋爵（Lord Hartington）都没有参与苏丹事务的意愿。英国驻埃大使埃弗林·巴林爵士更要求埃及政府撤出所有驻守在苏丹的士兵。
英国政府把这个任务，交给了广受欢迎的前苏丹总督查理·乔治·戈登。戈登的想法和格莱斯顿截然不同：他认为，英国政府必须镇压马赫迪起义，否则，起义者会控制整个苏丹，并以苏丹作为基地，横扫埃及。穆罕默德·艾哈迈德·马赫迪的言论（他声称自己拥有伊斯兰世界的主权），和埃及军队的素质（他们遭受了多次失败），令戈登产生了这种忧虑。可以从他和塞缪尔·贝克爵士（Sir Samuel Baker）、嘉内德·沃尔斯利爵士等人达成的共识，和他在1884年1月接受泰晤士报采访时所发表的言论看出，他倾向于积极采取行动。
尽管如此，他还是向政府作出了率领埃及军队撤出苏丹的承诺。政府拨出了予戈登100,000英镑作为军费，还作出了“在自己职权内给予一切支持和配合”的承诺。1884年1月14日，他在伦敦查令十字车站乘坐火车，前往多佛，然后乘船前往加莱，最后再乘船前往苏丹。
抵达开罗后，他会见了前奴隸商人阿祖拜尔·拉赫马·曼苏尔（Al-Zubayr Rahma Mansur），他一度在南苏丹拥有一个省。因为戈登曾经削弱过祖拜尔的影响力，所以两人过去的关系不是太好。不过，戈登最后还是放下了敌意，承认祖拜尔是唯一一个可以和马赫迪匹敌的人。
在和副官斯图尔特上校（Stewart）一起，前往喀土穆的路上，他在柏柏尔（Berber）出席了一个酋长会议。会上，戈登对埃及政府撤出苏丹驻军的计划作出了批评。他的言论增添了酋长的忧虑，动摇了他们对埃及政府的忠诚。

## 过程

### 围城战开始

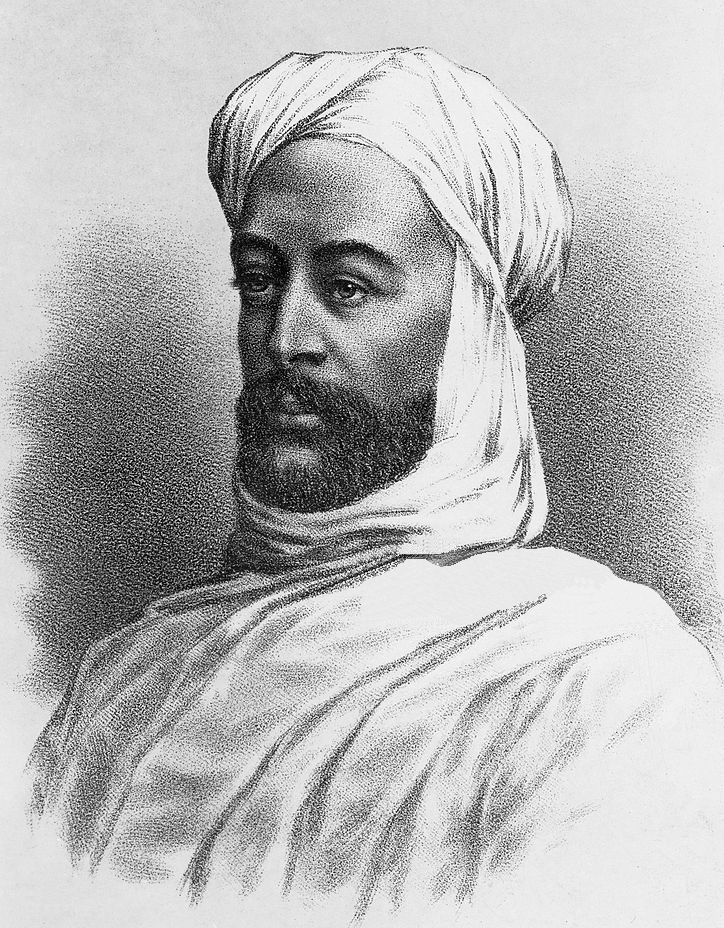
自封马赫迪的穆罕默德·艾哈迈德。

1884年2月18日，戈登进入喀土穆，当地居民举行了一个仪式庆祝他的到来。入城后，他做的第一件事，不是组织部队撤离，反而是解决城市管理问题。戈登决定先从改革埃及司法制度下手，他禁止政府官员随意监禁城市居民，捣毁酷刑器具。他又免去了居民的税务。戈登又废除了禁止畜奴的法律（这一法律是他在几年前引入的），以争取居民支持。他的决定受到了居民欢迎（当地经济依赖奴隸贸易），但在英国引起了争议。
戈登接受祖拜尔援助，令英国公众大感震惊。祖拜尔作为一个前奴隸商人，在廢奴主義盛行的英国名声很差。廢奴会对他作出了批评，而英国政府也拒绝承认戈登接受了祖拜尔援助。戈登虽然遭到了挫折，但他仍然坚持要粉碎马赫迪。他要求奥斯曼帝国派出一个团的士兵前来支援（因为埃及在名义上仍然是奥斯曼帝国的领土）。这个要求遭到拒绝后，戈登又再提出了两个要求（第一个是一队印度穆斯林士兵，第二个是200名英国士兵）。英国政府坚持进行撤离计划，否決展开军事行动，拒绝了两个要求。戈登对政府的不作为，感到十分愤慨。他发到开罗的电报，也越来越尖锐。4月8日，他在电报中称，格莱斯顿遗弃驻军的行为，会为他留下“不可磨灭的耻辱”，而这段时间更是“卑鄙的高潮”。英国政府因这一事件，受到了公众的批评。在野保守党趁机发起了不信任动议，自由党政府在险些倒台。
戈登得知马赫迪军队正开往自己所在的位置之后，向下级下达了加强城市防御设施的命令。有两条河流流经喀土穆：北面的是青尼罗河，西面的是白尼罗河。为阻止马赫迪军队利用河流攻城和对外通讯，戈登用9艘水輪槳蒸汽船组成了一个船队。他把火炮和铁板安装在船上，把它们改装成炮艇。戈登在城南空旷的沙漠建筑了一个复杂的防御系统，铺设了临时制造的地雷，挖掘了战壕，布置了铁丝网。对他有利的是，城郊是由敌视马赫迪的部落控制的。
1884年4月初，城北的部落也投向了马赫迪，开始阻止埃及的船只在尼罗河行驶，也切断了连接开罗的电报线路。不过，城市对外的通讯還未完全断绝，因为信使仍然可以穿过封锁区，到达其他地区。但是，在马赫迪开始围城之后，喀土穆的居民只能依靠粮仓的粮食渡日，而这些粮食只够他们渡过五六个月。3月16日，守军企图突围，遭到了失败，还带来了200人的伤亡。马赫迪的围城部队，也增长到30,000人以上。在接下来的几个月里，喀土穆的食物储存不断减少，守城部队和普通居民都处于饥饿状态。马赫迪也拒绝了戈登停战、解除封锁的要求。9月16日，一支从森纳尔（Sennar）前来救援的埃及远征队，在Al Aylafuh被马赫迪击败，800人阵亡。同月末，马赫迪将主力部队都移到喀土穆，使得这时围城士兵人数和最初的围城士兵人数相比，增长了两倍。而喀土穆这时的人口，也不过是34,000人左右而已。

### 围城战结束

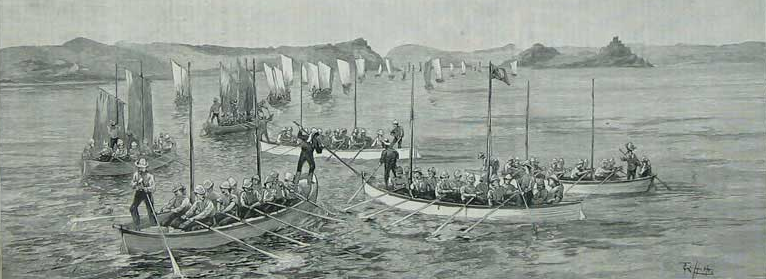
救援戈登将军的尼罗河远征队。

戈登的困境得到了英国公众乃至维多利亚女王本人的关注。政府命令戈登回国，遭到戈登以守城是他的荣誉为由拒绝。1884年7月，格莱斯顿终于被人说服，同意派出一支远征队救援戈登。不过，这支由嘉内德·沃尔斯利爵士的远征队，就连准备出发，也用了几个月时间。在此期间，戈登在处境变得越来越恶劣，喀土穆的食物越来越少，不少居民因此饿死，守城的士兵，士气也十分低下。
1月17日，远征队在Abu Klea受到了马赫迪军队进攻，两日后，他们又在Abu Kru受到了马赫迪军队进攻，虽然他们在Abu Klea战役中组成的方阵，遭到敌军击破，不过他们还是在两场战役中取得了胜利。马赫迪得到英军即将前来解围的消息后，决定对喀土穆施加更大的压力，加紧攻城。1月25日，马赫迪军队在半夜前组织50,000名士兵发动了突袭。这时的尼罗河水位很低，他们可以徒步涉水，接近城墙，攻入城市。记载马赫迪军队发起最后一次进攻的资料十分模糊，但后人仍然可以知道，马赫迪军队在3点30分在尼罗河下端，和喀土穆南面同时发起了进攻。处于饥饿状态多日的守城部队，并没有能力作多大抵抗，很快就因为力量悬殊，剩下了几个人。马赫迪军队还屠杀了4,000名居民，剩余的居民，很多都被当作卖为奴隸。有关戈登是如何阵亡的记载，有很多个版本。其中最著名的一个版本是，戈登在马赫迪军队冲进总督府时，身穿礼服走出房间，不屑于抵抗，从容赴死。另一个版本是戈登扮成奥地利领事，企图逃走，却被马赫迪军队认出，被人在街上枪杀。好来坞电影公映演戈当是对黑人群众于台上演说晓以大义时，一暴民朝戈丢射飞矛中戈胸亡，无论如何，可以肯定的是，戈登的头最后被人砍下来刺在长矛上，带到马赫迪面前，作为战利品，而他的身体则被人抛入尼罗河中。救援部队在两日后才抵达喀土穆。在得知城市已经沦陷之后，英军和剩余的埃军撤出了苏丹，只有瓦迪哈勒法和萨瓦金这两个城市仍在埃及手中。马赫迪取得了整个苏丹的控制权。

## 后事
英国媒体，甚至连维多利亚女王本人，都因戈登之死批评威廉·格萊斯頓，因为他在救援戈登过程中，动作极为缓慢。格莱斯顿的称呼G.O.M.（Grand Old Man，伟大的老人）也被人改成M.O.G.（Murder of Gorden，戈登的凶手）。他领导的自由党政府最终在1885年6月倒台，不过，他在次年又再次上台执政，而公众对他的不满也很快平息，原因有二，一是媒体有关事件的报道逐渐减少，二是政府拨出1,150万英镑，在苏丹开展军事行动。
事实上，威廉·格萊斯頓一直对埃及和苏丹的纠纷感到厌烦，并且有些同情努力摆脱埃及统治的苏丹人。他曾在下议院如是说：“是的，这些人是在争取自由，而争取自由是他们的正当权利。”而且，戈登的态度傲慢、叛逆，令威廉·格萊斯頓感到不满。马赫迪取胜后，成为苏丹的统治者，建立一个政教合一的国家，马赫迪国。他的臣民要遵从严厉的伊斯蘭教法。不过，他在战役完结后不久的1885年6月，就因斑疹傷寒病逝。
查理·喬治·戈登被英国人视为烈士、英雄，享年51岁。1896年，曾发誓要为戈登复仇的赫伯特·基奇纳率领一支远征军，沿尼罗河南下，准备收复苏丹。1898年9月2日，基奇纳的部队在恩图曼战役彻底击败了马赫迪的主力部队。两日后，英军在戈登死的废墟举行纪念仪式。第二任马赫迪的家人后来被英国人关押在埃及的监狱。马赫迪的妻儿子女在狱中渡过十年。他本人则在狱中渡过十二年。一家人在回到苏丹后，被软禁在自己的宅邸，渡过余生。